# اکنون برای هائیتی امیدوارم
اکنون برای هائیتی امیدوارم: مزیتی جهانی برای امداد رسانی در برابر زلزله (انگلیسی: Hope for Haiti Now: A Global Benefit for Earthquake Relief) یک تله‌تون خیریه است که در ۲۲ ژانویه ۲۰۱۰ از ساعت ۸ تا ۲۲ منطقه زمانی شرقی برگزار شد. تله‌تون برای کمک به زمین‌لرزه ۲۰۱۰ هائیتی توسط جرج کلونی، اندرسون کوپر و وایکلف ژان میزبانی شد و به‌طور زنده از شبکه ام‌تی‌وی نت‌ورک پخش شد. بعداً از اجراهای زنده این تله‌تون آلبوم اکنون برای هائیتی امیدوارم توسط ام‌تی‌وی رکوردز منتشر شد.